# Вокзальная улица (Фрязино)
Вокза́льная у́лица — улица в городе Фрязино Московской области. Название произошло от ранее расположенного на улице «железнодорожного вокзала» (ныне железнодорожная станция Фрязино-Пассажирская).

## Расположение
Улица расположена в центральной части города, условно разделяя его на жилую и на промышленную зону. Проходит с восток на запад. Является продолжением Первомайской улицы. В самой восточной точке, в месте примыкания улицы Первомайской, образует перекрёсток с улицей Московской. Далее, с юга к ней примыкают улицы: Институтская, Центральная, Ленина, Станционная. После этого Вокзальная улица переходит в улицу Дачная.

## Некоторые здания, сооружения, предприятия и организации

### Нечётная сторона

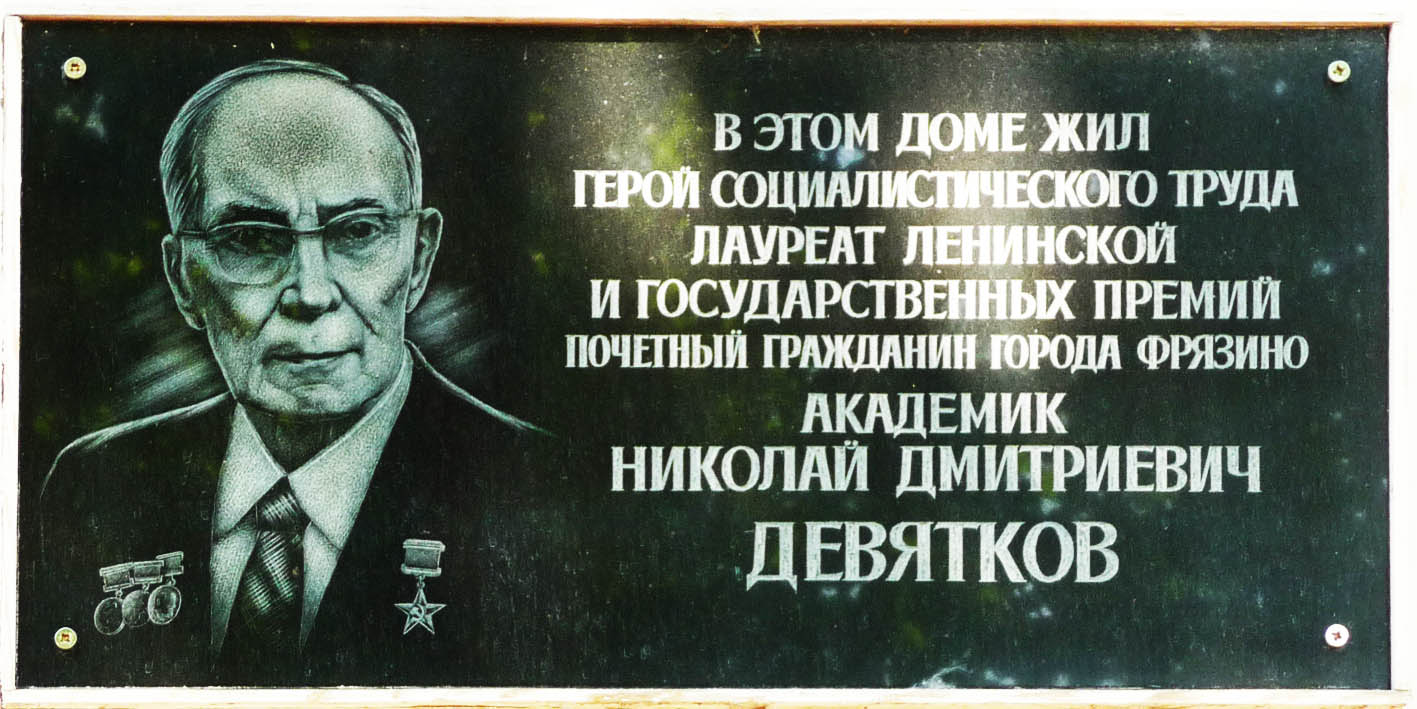
Мемориальная доска, установленная на доме № 19 по ул. Вокзальной

- Дом 15. Жилой дом. На первом этаже расположены отделение Сбербанка России, магазины, предприятия сферы слуг.[1]
- Дом 17а. Жилой дом. На первом этаже — отделение Сбербанка России.
- Дом 19. Жилой дом. На первом этаже — Фрязинское управление социальной защиты населения[2], Центральная городская библиотека, магазины. Ранее в нём находилась Администрация города, Совет депутатов Фрязино и другие органы муниципальной власти. На доме имеются мемориальные доски проживавших в нём Героев Социалистического Труда академика АН СССР и РАН Н. Д. Девяткова и Л. А. Парышкуро, а также в работавшей в нём Председателя городского Совета Башлыковой В. Д.

### Чётная сторона

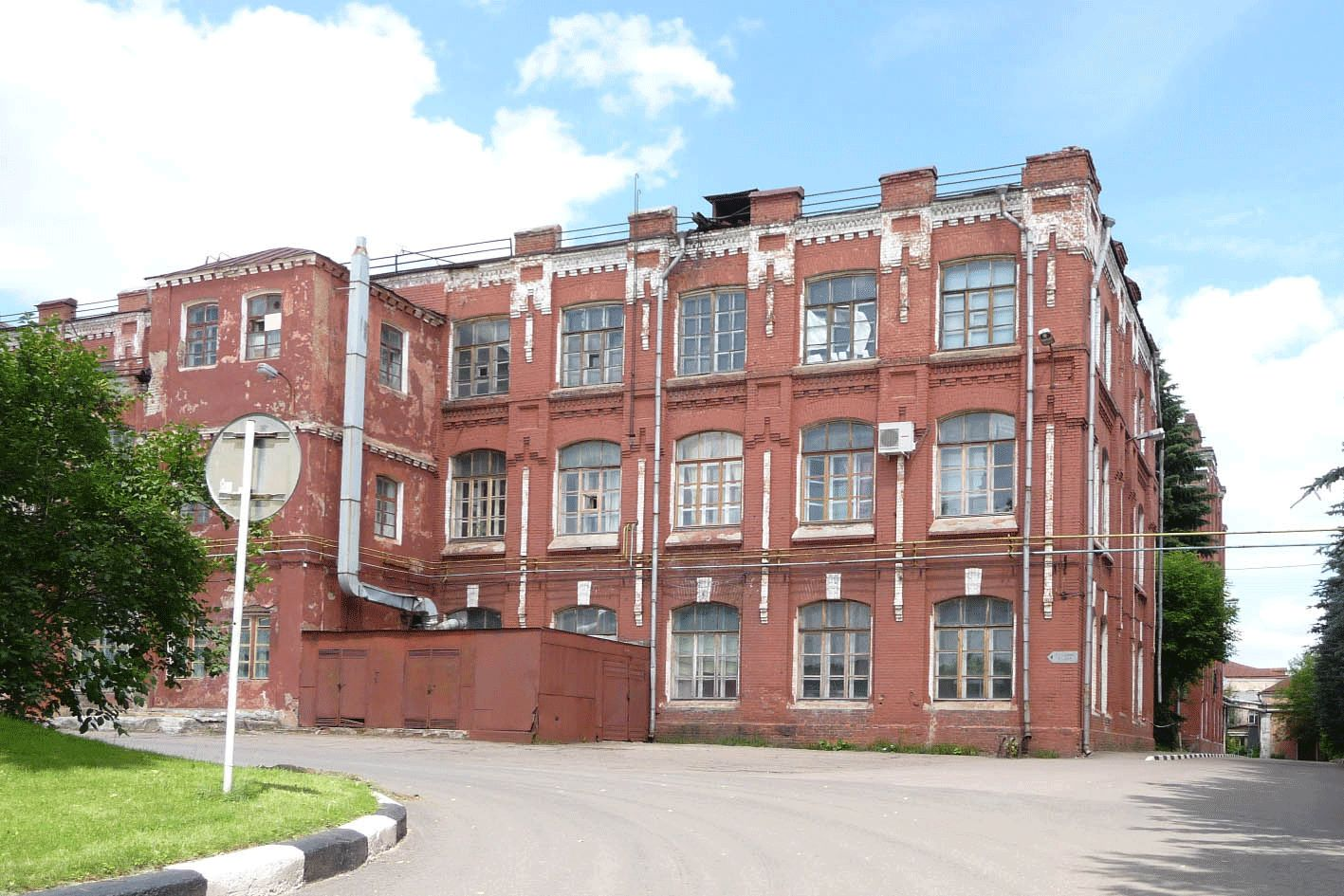
Бывшая шёлкоткацкая фабрика А. М. Капцовой. Ныне старейший корпус промышленной зоны Фрязино, расположенной по адресу ул. Вокзальная, 2а

- Дом 2. Клуб «Факел». Ресторан. Здание постройки 1952 года.[1]
- Дом 2а. По этому адресу расположен ряд предприятий города Фрязино, в том числе:
  - крупнейшее фрязинское предприятие, ведущее российское предприятие в области СВЧ-электроники ОАО «НПП „Исток им. Шокина“»[3]
  - ведущее российское предприятие по разработке и производству приборов для функциональной диагностики в гастроэнтерологии ЗАО НПП «Исток-Система»[4]
- Дом 2в. Ресторан Печка бар.[5]
- Дом 4. Городские бани. Здание постройки 1935 года.[1]
- Дом 6. Пожарная часть.[1]
- Дом 8. Торговый комплекс «Апельсин».[1]

## Транспорт

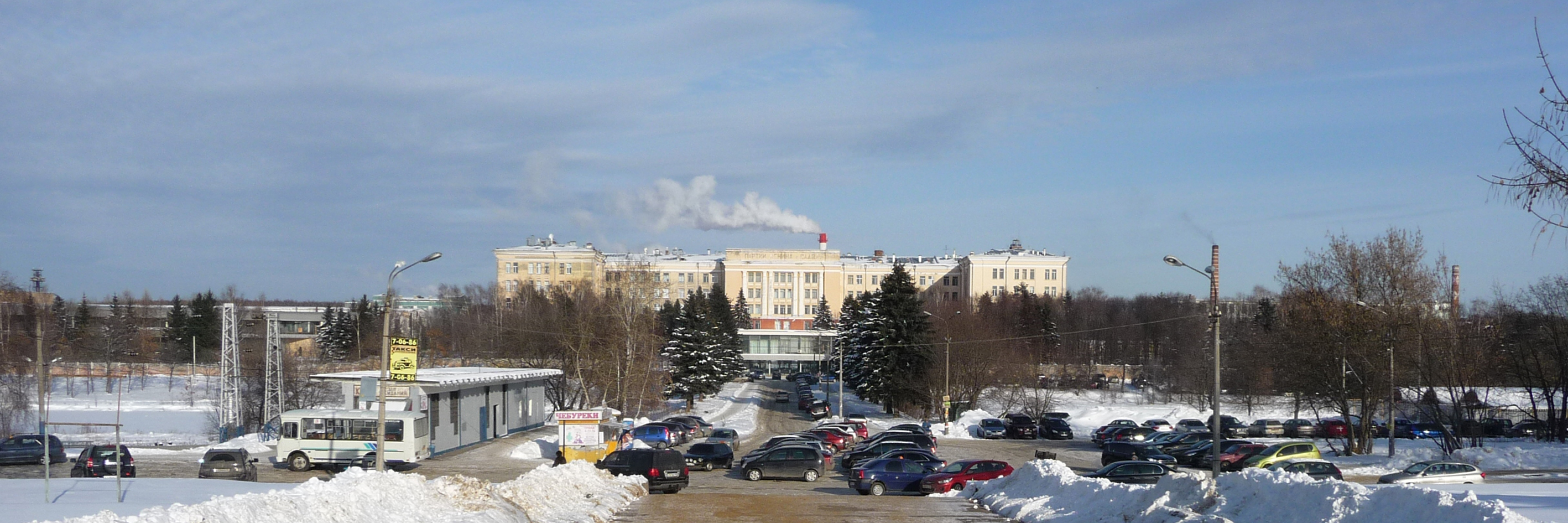
Вид с улицы Вокзальной на привокзальную площадь. Слева — одноэтажное здание станции «Фрязино-Пассажирская», от которого влево уходит платформа. За ней — покрытый снегом замёрзший Технический пруд на речке Любосеевке. В центре, на заднем плане, главный корпус крупнейшего во Фрязино предприятия ОАО «НПП „Исток“ им. Шокина» (адрес ул. Вокзальная, 2а).

### Электричка
Западная часть улицы проходит вдоль железной дороги (участка Ярославского направления Московской железной дороги), соединяющей Фрязино с Москвой. В средней части к улице примыкает привокзальная площадь, на которой расположена конечная платформа железной дороги «Фрязино-Пассажирская». Следующая по направлению к Москве платформа — «Фрязино-Товарная» находится рядом с западным концом улицы.

### Автобус
По улице Вокзальная проходят маршруты городских автобусов № 1, 2, 3, 13, а также пригородного автобуса № 54 Фрязино-Богослово.